# (4325) Guest
(4325) Guest est un astéroïde de la ceinture principale.

## Description
(4325) Guest est un astéroïde de la ceinture principale. Il fut découvert le 18 avril 1982 à la station Anderson Mesa par Edward L. G. Bowell. Il présente une orbite caractérisée par un demi-grand axe de 2,75 UA, une excentricité de 0,09 et une inclinaison de 5,8° par rapport à l'écliptique.

## Compléments